# Славко Радоев
Славко (Славчо) Радоев е български военен деец.

## Биография
Роден е в 1888 (или в 1883) година в ломското село Голинци, България. Работи като писар. При избухването на Балканската война в 1912 година Радоев е войвода на партизанска чета на Македоно-одринското опълчение, а по-късно е в 3 рота на 4 битолска дружина. Подвойвода е в четата на Михаил Думбалаков, който след освобождението на Сухо го назначава за полицейски пристав в паланката.
| Чета на МОО с командир Славко Радоев | Чета на МОО с командир Славко Радоев | Чета на МОО с командир Славко Радоев | Чета на МОО с командир Славко Радоев | Чета на МОО с командир Славко Радоев | Чета на МОО с командир Славко Радоев                 |
| Номер                                | Име                                  | Години                               | Околия                               | Селище                               | Бележки                                              |
| ------------------------------------ | ------------------------------------ | ------------------------------------ | ------------------------------------ | ------------------------------------ | ---------------------------------------------------- |
|                                      | Александър (Алекси) Саракинов        | 25 (26)                              | Лъгадинско                           | Сухо                                 |                                                      |
|                                      | Аспарух Железаров                    | 20 (26)                              | Кукушко                              | Кукуш                                |                                                      |
|                                      | Аспарух Яранов                       | 24 (29, 30)                          | Кукушко                              | Кукуш                                | безследно изчезнал на 22 юни 1912 г.; сребърен медал |
|                                      | Георги (Джорджо) Басмаджиев          | 21                                   | Кукушко                              | Кукуш                                |                                                      |
|                                      | Георги Траянов                       | 21                                   | Кукушко                              | Кукуш                                |                                                      |
|                                      | Гоце (Годе) Толев                    | 25 (26)                              | Кукушко                              | Кукуш                                |                                                      |
|                                      | Кирил Джонев                         | 28                                   | Кукушко                              | Кукуш                                |                                                      |
|                                      | Крум Митев                           | 30                                   | Кукушко                              | Кукуш                                |                                                      |
|                                      | Нешо (Ненко) Д. Мутавчиев            | 20 (22)                              | Кукушко                              | Кукуш                                |                                                      |